# Hirnsdorf
Hirnsdorf település Ausztriában, Stájerország tartományban, a Weizi járásban. 2015 óta Feistritztal része. Tengerszint feletti magassága 358 méter, területe 4,53 km². Lakosainak száma 677 fő.